# فهمي سعيد

العقيد فهمي سعيد (1898 - 1941) أحد العقداء الأربعة الذين قادوا ثورة رشيد عالي الكيلاني في العراق خلال أبريل ومايس سنة 1941.

## ولادته
ولد في السليمانية عام 1898 م، ينتمي إلى عشيرة العنبكية في لواء ديالى.

## مهنته العسكرية
كان ملازماً في الجيش العثماني، ثم في الجيش السوري العربي. التحق بالجيش العراقي بعد تأسيسه في صنف الخيالة، ثم أصبح آمراً للقوات الآلية المدرعة، وكان له نشاط سياسي عسكري ملحوظ حتى قبل ثورة 1941 ربما يكون دوره من وراء الكواليس في التخطيط لعملية اغتيال بكر صدقي الناجحة عام 1937. وكان قائداً للفرقة الثالثة وقت الاصطدام مع البريطانيين في حركة مايس 1941 مع رفاقه المعروفين بالعقداء الأربعة محمود سلمان وكامل شبيب وصلاح الدين الصباغ ومعهم السياسي الموصلي يونس السبعاوي. وقد أعدم مع رفاقه بعد فشل الثورة، أما رشيد عالي الكيلاني فقد كان لاجئا خارج العراق ولم يعدم.